# 843
Évszázadok: 8. század – 9. század – 10. század
Évtizedek: 790-es évek – 800-as évek – 810-es évek – 820-as évek – 830-as évek – 840-es évek – 850-es évek – 860-as évek – 870-es évek – 880-as évek – 890-es évek
Évek: 838 – 839 – 840 – 841 –  842 – 843 – 844 – 845 – 846 – 847 – 848

## Események

### Bizánci Birodalom
- Theodóra bizánci régens összehívja a konstantinápolyi zsinatot, ahol felhagynak az ikonoklasztázia (képrombolás) politikájával és visszaállítják az ikontiszteletet (erről azóta minden év március 11-én, az "ortodoxia vasárnapja" ünnepnapon megemlékeznek). Leváltják a képromboló VII. Ióannész pátriárkát, helyére I. Methodiosz kerül.
- Theodóra betiltja a főleg Kelet-Anatóliában népszerű paulikiánus hitet és előírja erőszakos áttérítésüket. Állítólag 100 ezer ellenálló paulikiánust mészárolnak le, a többiek Omar al-Akta meliténéi emírhez menekülnek, aki jelentős autonómiát biztosít nekik és engedélyezi városok alapítását.
- A régenstanács tagja, Theoktisztosz eunuch nagy sereggel Krétára hajózik, hogy visszafoglalja a szigetet az araboktól. Jelentős sikert ér el, beszorítja a muszlimokat Khandaxba, amikor hírt kap, hogy Theodóra anyacsászárné a fivérét, Bardaszt akarja a trónra ültetni. Theoktisztosz Konstantinápolyba siet, ahol a hír hamisnak bizonyul, de újabb hadsereget bíznak rá, hogy visszaverje a meliténéi Omar al-Akta kis-ázsiai betörését. Theoktisztosz vereséget szenved és eközben Krétán az ostromlott arabok is legyőzik az otthagyott bizánci erőket, megölve parancsnokukat, Szergiosz Niketiatészt.

### Európa
- A frank belháborúban Nominoe breton herceg átáll közvetlen hűbérura, Kopasz Károly szolgálatából Lothár (névleges) császár oldalára. Ebben szövetségese II. Lambert, aki szeretné megszerezni apja nantes-i grófságát a címet birtokló Renaud-tól. Megtámadják és a blaini csatában megölik Renaud-t, Lambert pedig elfoglalja Nantes-t. Röviddel később erős viking sereg érkezik, kifosztják Nantes-t és megölik püspökét, Gohardot. A vikingek végigfosztogatják Aquitánia partjait, majd a Loire torkolatában lévő Noirmoutier szigetén telelnek, ahol állandó bázist létesítettek.
- Augusztusban a három Karoling fivér, Lothár, Német Lajos és Kopasz Károly megköti a verduni szerződést, amely véget vet a belháborúnak és három önálló részre osztják szét a Frank Birodalmat.[1] A nyugati részt Károly, a keletit Lajos kapja, Lothár pedig a középső sávot Frízföldtől Burgundiáig, valamint Itáliát. Ezen felosztás alapján jön létre később Francia- és Németország.
- Kopasz Károly megköti a coulaines-i szerződést a nyugati frank nemességgel és egyházzal, melyben garantálja azok jogait és elfogadja hatalmának korlátozását.
- Kenneth MacAlpin, a gael Dál Riata király meghódítja a vikingek támadása után belső káoszba süllyedt pikteket és megalapítja Alba királyságát (később Skócia).

### Kína
- A kínaiak megtámadják és legyőzik az Ujgur Kaganátus megsemmisülése után a a területükre menekült ujgurokat. Közülük tízezret megölnek, vezérük, Öge megsebesül. Vu-cung császár betiltja az ujgurok által is gyakorolt manicheista vallást.

## Születések
- Flandriai Judit, Kopasz Károly lánya

## Halálozások
- április 19. – Welf Judit, Jámbor Lajos felesége
- Ali ibn Muhammad al-Madáini, perzsa történetíró
- Renaud d'Herbauges, nantes-i gróf

## Fordítás
- Ez a szócikk részben vagy egészben  a(z)   843 című angol Wikipédia-szócikk ezen változatának fordításán alapul.  Az eredeti cikk szerkesztőit annak laptörténete sorolja fel. Ez a jelzés csupán a megfogalmazás eredetét és a szerzői jogokat jelzi, nem szolgál a cikkben szereplő információk forrásmegjelöléseként.